# Maurycy Mochnacki
Maurycy Mochnacki (ur. 13 września 1803 w Bojańcu, zm. 20 grudnia 1834 w Auxerre) – polski działacz i publicysta polityczny, filozof, jeden z teoretyków polskiego romantyzmu, pianista. Był jednym z przywódców powstania listopadowego, którego historię opisał w dziele Powstanie narodu polskiego w roku 1830 i 1831. Członek Związku Wolnych Polaków i Towarzystwa Patriotycznego.

## Życiorys
Wychowanie odebrał w domu rodzicielskim, a chcąc być przyjętym na studia przez kilka miesięcy uczęszczał w Warszawie do liceum. Studiował na Wydziale Prawa Uniwersytetu Warszawskiego. Na kilkanaście dni przed złożeniem magistrowskiego examinu, we własnym mieszkaniu, napadnięty przez policjanta i zelżony, gdy chciał napaść odeprzeć, porwany do więzienia, z rozkazu W. Xięcia przez 40 dni pod gołym niebem, z największymi zbrodniarzami przeznaczony do robót publicznych w ogrodzie belwederskim. Z rozkazu Księcia Konstantego został relegowany z uniwersytetu i zabroniono zatrudniać go w urzędach publicznych. W latach 1823–1824 był więziony przez Rosjan za przynależność do Związku Wolnych Polaków (M. Podczaszyński napisał, że został uwięziony za przynależność do gminy akademickiej Towarzystwa Patriotycznego). W areszcie w klasztorze karmelitów zredagował pod naciskiem rosyjskich władz śledczych memoriał, godzący w podstawy polskiego szkolnictwa w Królestwie, potępił w nim pisma wolnościowe i zachęcał władze carskie do podejmowania środków represyjno-administracyjnych. W latach 1825–1829 był współwydawcą miesięcznika naukowego „Dziennika Warszawskiego” (Podczaszyński napisał, że Mochnacki pracował w redakcji zaledwie sześć miesięcy, ze względu na zakaz jego zatrudniania w instytucjach publicznych). Pod groźbą ponownego aresztowania nakazano mu podjąć pracę w biurze cenzury, jednak tak wszystko robił w brew zamiarom rządu, że go z razu strofowano po kilkakroć na piśmie, a potem wygnano z biura, jako niegodnego zaufania rządu. W latach 1826–1830 pracował w redakcji Izydy Polskiej, początkowo jako tłumacz, a następnie jako kollaborator głównego wydawcy. Wraz z Ksawerym Bronikowskim najpierw założył Gazetę Polską, której był redaktorem od grudnia 1827 do grudnia 1829, a następnie Kurier Polski, do którego pisał prawie codziennie artykuły, aż do czasu wybuchu powstania listopadowego. W rękopisach rozchodziło się po kraju bardzo poczytne pismo Głos obywatela z ziemi zabranej. Wraz z bratem Kamilem, słuchaczem Szkoły Podchorążych, brał udział we wszystkich spiskach młodzieży wojskowej organizowanych przeciw Mikołajowi I. Od stycznia 1829 należał do Sprzysiężenia Piotra Wysockiego. Po wybuchu powstania listopadowego na krótko (kilka dni) utworzył klub rewolucyjny będący w opozycji do Lubeckiego. Wtedy to, jako argumentu przeciwko Mochnackiemu użyto „pisma karmelickiego” i faktu zatrudnienia w biurze cenzury. Na początku 1831 założył nowy, wydawany bardzo krótko, dziennik Nowa Polska. W numerze 22 z 26 stycznia 1831 pisał (pisownia oryginalna): 

Namże to car moskiewski śmie grozić zdala? nam najstarszym synom Europejskiej wolności? nam najokszesańszemu ludowi słowiańskiemu? nam, którzyśmy wczora, święcili pogrobową uroczystością pamiątkę Bestużewa i Rylejewa? nam którzyśmy garstką bezbronnej młodzieży, wystraszyli najstarszego brata carów północy? Noc 29 listopada, uznanie rewolucji za narodową, odsądzenie Mikołaja od tronu polskiego ... - ochocza młodzież, waleczne wojsko: otóż panorama rewolucyjne narodu polskiego, który obecnie zwrócił na siebie uwagę całej Europy.

 W czasie powstania był jednym z przywódców obozu radykalnego, przeciwnikiem działań Rady Administracyjnej i dyktatury Józefa Chłopickiego. Naczelny wódz Siły Zbrojnej Narodowej Michał Gedeon Radziwiłł przesłał Mochnackiemu patent oficerski, jednak ten jako szeregowiec zaciąga się do 1 Pułku Strzelców Pieszych, dowodzonego przez Piotra Szembeka i bierze udział w bitwie o Olszynkę Grochowską. Zostaje ranny w ramię i nogę. Po zaleczeniu ran, już w stopniu oficera walczył pod: Okuniewem, Wawrem, nad Liwcem pod Długosiodłem i w bitwie pod Ostrołęką. W bitwie tej został czterokrotnie ranny i już w okresie do upadku Warszawy nie brał czynnego udziału w walkach. Związał się z obozem dyktatora Jana Krukowieckiego. W sierpniu i wrześniu pisał artykuły do Dziennika Powszechnego (Krajowego). Oto krótki fragment artykułu zamieszczonego w 230 numerze Dziennika Krajowego pod datą 22 sierpnia 1831 (pisownia oryginalna): 

We wszelkiem politycznem działaniu trzeba mieć jakąś zasadę, wyciągnioną z filozoficznych rozumowań. Tą zasadą w sprawie restauracji polskiego narodu jest jego przeszłość historyczna, której teraz żadną miarą, ani się wyrzec, ani w niepamięć puścić nie możemy. Dzisiejszem dziełem naszem jest dzieło odzyskania. Jest to akt narodowej pamięci ocuconej w nocy 29 listopada z długiego letargu. Czy prędzej, czy później wyjarzmimy się z pod obcej przemocy, zawsze Polska nasza przynajmniej z jednej strony, z jednego względu mieć będzie zakrwawione oblicze i współczesnych przerazi pochmurnem wejrzeniem politycznego upiora... Albowiem nowej nieimprowizujemy Polski, ale z grobu wywołujemy Ojczyznę... wygrzebujemy z gruzów starożytną budowlę, której części zebrać w jedną całość, potem zaś naprawić i tylko wewnątrz inaczej urządzić potrzeba.

Był współzałożycielem Towarzystwa Patriotycznego, po upadku dyktatury jego wiceprezesem. Został odznaczony Krzyżem Orderu Virtuti Militari.
Po klęsce powstania znalazł się na emigracji. Głosił poglądy ultrademokratyczne. Był najważniejszym krytykiem i teoretykiem wczesnego romantyzmu polskiego, przywódcą młodych w Warszawie, uczestnikiem powstania listopadowego. Stworzenie przez Polaków własnej literatury uznał za warunek istnienia narodu. Maurycy Mochnacki traktował Rosję jako wroga podstawowego Polski. Uważał, że w związku z tym Polacy niezależnie od stanu winni wystąpić przeciwko niej.
Był naczelnym publicystą w „Pamiętniku Emigracji Polskiej” wydawanym przez Michała Podczaszyńskiego. Na łamach tej gazety opublikowano rozprawę literacką Mochnackiego: O duchu i źródłach poezji w Polszcze. W 1830 wydał O literaturze polskiej w wieku dziewiętnastym, na emigracji zaś Powstanie narodu polskiego.
W 1834 roku skazany przez władze rosyjskie na powieszenie za udział w powstaniu listopadowym.

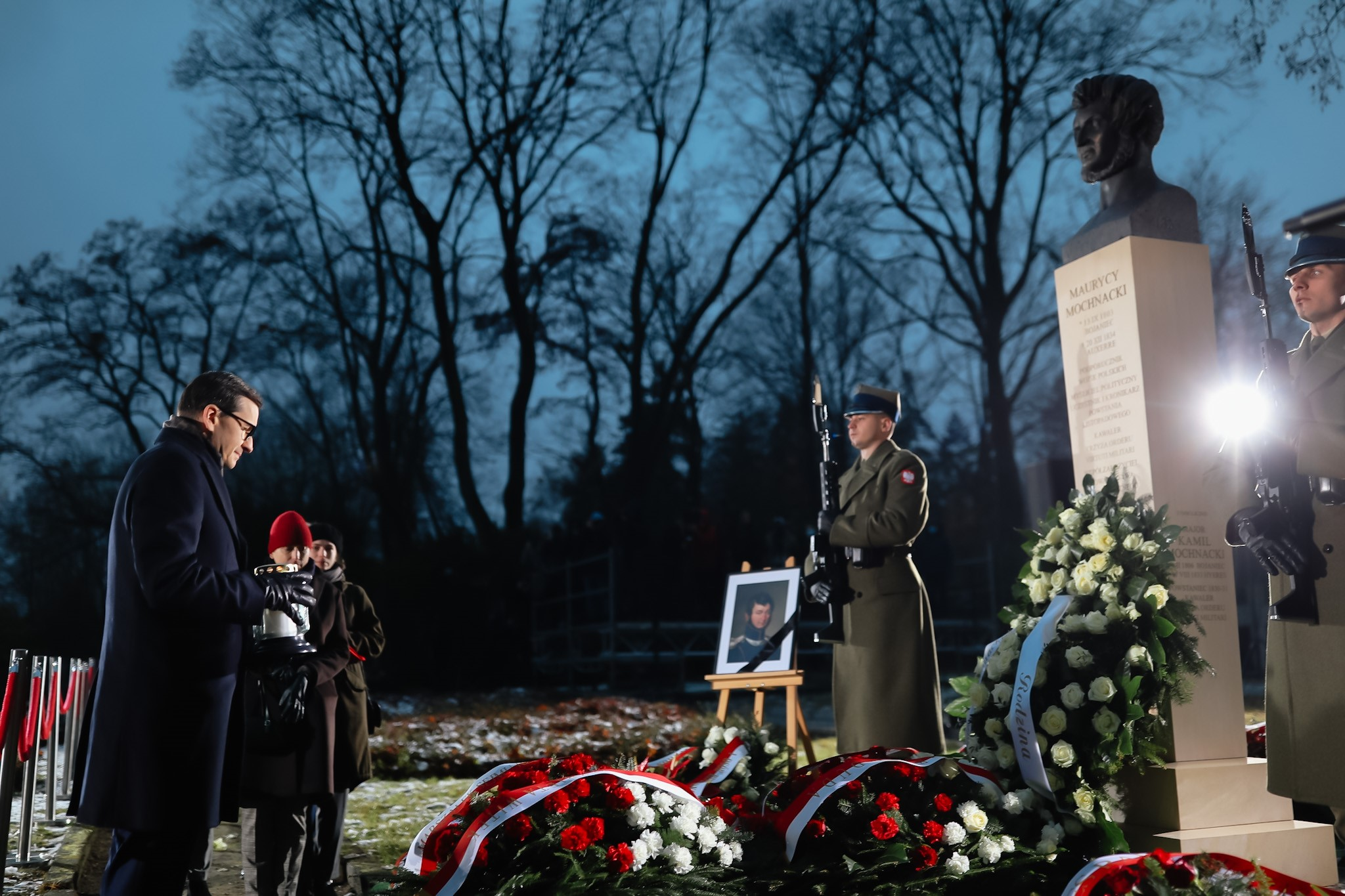
Grób Maurycego Mochnackiego na cmentarzu Wojskowym na Powązkach w dniu ponownego pogrzebu

Przez wiele dziesięcioleci uważano, że Mochnacki zmarł na nieuleczalną i śmiertelną wówczas gruźlicę. Prawdopodobną przyczyną zgonu był jednak wylew.  
Mochnacki zmarł 20 grudnia 1834 w Auxerre, gdzie został pochowany. 27 listopada 2021 odbył się jego ponowny pochówek na cmentarzu Wojskowym na Powązkach w Warszawie. Spoczął w kwaterze C, rzędzie 6A, grób nr 5. 

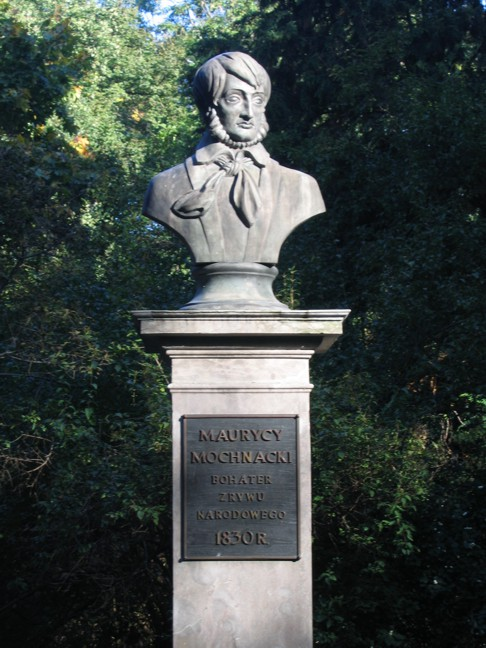
Popiersie Maurycego Mochnackiego w warszawskich Łazienkach

## Odniesienia w kulturze
- Mochnacki jest bohaterem wiersza Jana Lechonia. Opisywany jest jego koncert z 1832 roku, który odbył się w Metzu.
- Film dokumentalny Twórcy naszej tradycji - Romans z Ojczyzną. Maurycy Mochnacki 1803 - 1834, reżyseria:  Jacek Kubiak, scenariusz: Jacek Kubiak, Zbigniew Przychodniak. W roli Mochnackiego Mariusz Sabiniewicz.
- W postać Maurycego Mochnackiego wcielało się także kilku innych aktorów filmowych, m.in.: Jerzy Kaliszewski (Młodość Chopina, 1951), Marek Lewandowski (Pomnik dla księcia, 1977), Jerzy Trela (Powstanie Listopadowe. 1830-1831, 1980).

## Upamiętnienie
- Uchwałą Sejmu RP IX kadencji z 22 lipca 2022 zdecydowano o ustanowieniu roku 2023 Rokiem Maurycego Mochnackiego[11]. Patronowi roku 2023 poświęcono wydanie specjalne „Kroniki Sejmowej”[12].

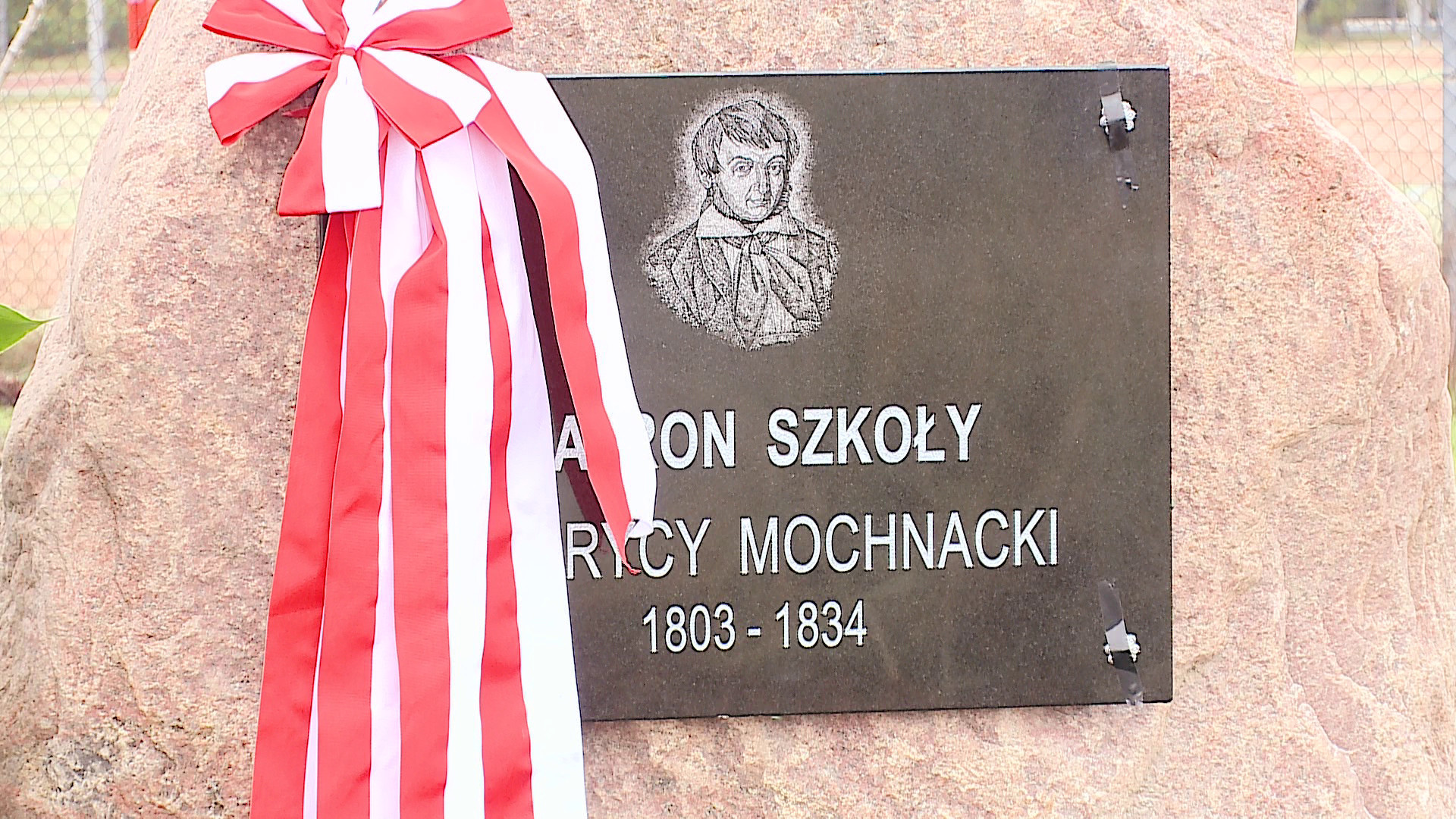
Tablica upamiętniająca Mochnackiego przy Powiatowym Zespole Szkół w Redzie

- Od 28 listopada 2022 jest patronem Powiatowego Zespołu Szkół w Redzie[13].
- Jego imieniem nazwane są ulice w wielu polskich miastach.